# Вапелла (Іллінойс)
Вапелла (англ. Wapella) — селище (англ. village) в США, в окрузі Де-Вітт штату Іллінойс. Населення — 513 особи (2020).

## Географія
Вапелла розташована за координатами 40°13′18″ пн. ш. 88°57′40″ зх. д. / 40.22167° пн. ш. 88.96111° зх. д. (40.221570, -88.961196).  За даними Бюро перепису населення США в 2010 році селище мало площу 1,37 км², уся площа — суходіл.

## Демографія
Згідно з переписом 2010 року, у селищі мешкало 558 осіб у 234 домогосподарствах у складі 159 родин. Густота населення становила 408 осіб/км².  Було 251 помешкання (183/км²).
Расовий склад населення:
| - 98,6 % — білих - 0,7 % — чорних або афроамериканців |

До двох чи більше рас належало 0,7 %. Частка іспаномовних становила 1,8 % від усіх жителів.
За віковим діапазоном населення розподілялося таким чином: 22,6 % — особи молодші 18 років, 61,1 % — особи у віці 18—64 років, 16,3 % — особи у віці 65 років та старші. Медіана віку мешканця становила 39,4 року. На 100 осіб жіночої статі у селищі припадало 91,1 чоловіків;  на 100 жінок у віці від 18 років та старших — 94,6 чоловіків також старших 18 років.
Середній дохід на одне домашнє господарство  становив 59 478 доларів США (медіана — 47 500), а середній дохід на одну сім'ю — 69 343 долари (медіана — 62 500). За межею бідності перебувало 8,8 % осіб, у тому числі 15,5 % дітей у віці до 18 років та 5,2 % осіб у віці 65 років та старших.
Цивільне працевлаштоване населення становило 340 осіб. Основні галузі зайнятості: фінанси, страхування та нерухомість — 18,5 %, виробництво — 17,9 %, будівництво — 11,8 %, освіта, охорона здоров'я та соціальна допомога — 10,6 %.